# Schlenkerla
Schlenkerla (старинное название «Zum blauen Löwen» — «у голубого Льва») — одна из старейших пивоварен Бамберга (Германия).
Первое упоминание о пивоварне датируется 1405 годом. Имеющийся при пивоварне ресторан известен с 1678 года. Находятся они в историческом центре Бамберга, в старинном здании на Dominikanstr. 6.
В пивоварне варится Aecht Schlenkerla Rauchbier — сорт знаменитого бамбергского копчёного пива (Rauchbier). Характерный привкус копчёного мяса дал название этому пиву, которое стало одним из символов города.
Кроме пива Rauchbier здесь варятся такие сорта, как Rauchweizen, Lagerbier, Urbock и другие.